# Giri (Japans)
Giri (Japans: 義理, Hepburn: giri) [ˈɡi.ɹi]  is een Japans traditioneel filosofisch concept dat kan worden vertaald als: 'plicht' of 'verplichting'; het voldoen aan die plichten wordt als eervol beschouwd. In het Westen wordt de term ook vaak vertaald als: "last van verplichting". Giri is breed van toepassing, het komt terug in heel alledaagse zaken tot zelfs zelfopoffering. Welke verplichting iemand heeft hangt af van sociale verwachtingen en verplichtingen. Het verzaken van die verwachtingen en verplichtingen kan leiden tot gezichtsverlies. Giri is antoniem met het begrip: 人情 (ninjō) 'persoonlijke emotie', waarmee het frequent in conflict komt.

## Etymologie
Het woord giri is de romaji-transliteratie van de kanji: 義理. Het is een samenstelling van het zelfstandig naamwoord: 義 [gi] "gerechtigheid" of "correct gedrag" in de on-lezing en het zelfstandig naamwoord 理 [ri] "reden" of "logica" eveneens in de on-lezing. Giri kan grofweg worden vertaald als: "gerechtigheidslogica" of "reden voor correct gedrag".

## Oorzaak
Giri is ontstaan in het feodale Japan. Het klassieke voorbeeld van giri is de plicht tot gehoorzaming van een samoerai aan de shogun, zijn meester. De shogun kon de samoerai alles vragen, zelfs om seppuku te plegen. Samoerai werden door giri verplicht om de shogun te gehoorzamen. In de Japanse cultuur wordt gezichtsverlies gevreesd, daar het door de gemeenschap wordt opgelegd. Dit in tegenstelling tot het zelfopgelegde schuldgevoel in Westerse culturen. Voldoen aan de sociale verwachtingen vanuit: familie, werk, en de gemeenschap - dus door het concept van giri te volgen - voorkomt men gezichtsverlies.

## Voorbeelden
- Iemand die een feest organiseert voor buurtbewoners, zal ook de vervelende buurman uitnodigen.
- Iemand zal zaken doen met een bedrijf wanneer een bekende voor dat bedrijf werkt, ook al is het niet de eerste keuze.
- Iemand zal de buurvrouw die slecht ter been is helpen met het thuisbrengen van de boodschappen, ook al heeft hij/zij haast.
- Iemand zal het werk van zijn zieke collega zonder protest overnemen en daarmee zijn/haar werkvoorraad verdubbelen.

## Vervaging
Het gebruik van de termen 'giri' en 'ninjō' wordt langzaam steeds minder. Oudere generaties betichten jongere generaties soms van niet langer meer giri te beoefenen en alleen nog maar te worden gedreven door 'ninjō', terwijl de oudere generaties giri beschouwen als een manier om de harmonie in de Japanse gemeenschap te behouden. Door het vervagen van giri vreest men de ondergang van de Japanse samenleving zoals men die kent.